# Florstadt
Florstadt là một đô thị ở huyện Wetterau, bang Hessen, Đức. Đô thị Florstadt có diện tích 39,6 km², dân số thời điểm ngày 31 tháng 12 năm 2006 là 8781 người. Đô thị này có cự ly khoảng 26 km về phía đông bắc Frankfurt am Main.